# Insurrextion 2000
Insurrextion 2000 was een pay-per-viewevenement in het professioneel worstelen dat georganiseerd werd door World Wrestling Federation (WWF). Dit evenement was de eerste editie van Insurrextion en vond plaats in het Earls Court Exhibition Centre in Londen op 6 mei 2000.

## Resultaten
| Nr.                                                                          | Match                                                                                              | Winnaar(s)                                            |
| ---------------------------------------------------------------------------- | -------------------------------------------------------------------------------------------------- | ----------------------------------------------------- |
| 1                                                                            | Too Cool vs. Dean Malenko & Perry Saturn in een Tag team match                                     | Too Cool                                              |
| 2                                                                            | Bull Buchanan vs. Kane in een één-op-één match                                                     | Kane                                                  |
| 3                                                                            | The Road Dogg (met Tori) vs. Bradshaw in een één-op-één match                                      | The Road Dogg                                         |
| 4                                                                            | Terri Runnels vs. The Kat in een Arm Wrestling match                                               | The Kat                                               |
| 5                                                                            | The Dudley Boyz vs. The Big Show & Rikishi in een Tag team match                                   | The Big Show & Rikishi                                |
| 6                                                                            | Kurt Angle vs. Chris Benoit in een één-op-één match                                                | Kurt Angle                                            |
| 7                                                                            | Crash Holly (c) vs. The British Bulldog in een één-op-één match voor het WWF Hardcore Championship | The British Bulldog (nc)                              |
| 8                                                                            | Edge en Christian (c) vs. The Hardy Boyz in een Tag team atch voor het WWF Tag Team Championship   | The Hardy Boyz; diskwalificatie Edge en Christian (c) |
| 9                                                                            | Eddie Guerrero (c) vs. Chris Jericho in een één-op-één match voor het WWF European Championship    | Eddie Guerrero (c)                                    |
| 10                                                                           | The Rock (c) vs. Shane McMahon vs. Triple H in een Triple Threat match voor het WWF Championship   | The Rock                                              |
| (c) huidige kampioen voor en na de match \| (nc) nieuwe kampioen na de match | |                                                       |

2000 · 2001 · 2002 · 2003